# دبيج
قرية دبيج هي إحدى القرى التابعة لمركز ديرب نجم في محافظة الشرقية في جمهورية مصر العربية. حسب إحصاءات سنة 2006، بلغ إجمالي السكان في دبيج 7221 نسمة، منهم 3698 رجل و3523 امرأة.

## التاريخ
قرية دبيج من القرى القديمة، حيث وردت باسم «ديبيج» في أعمال الشرقية ضمن قرى الروك الصلاحي التي أحصاها ابن مماتي في كتاب قوانين الدواوين، كما وردت باسم «ديبيج» في أعمال الشرقية ضمن قرى الروك الناصري التي أحصاها ابن الجيعان في كتاب «التحفة السنية بأسماء البلاد المصرية». وفي العصر العثماني ورد هذا الاسم في التربيع العثماني الذي أجراه الوالي العثماني سليمان باشا الخادم في عصر السلطان العثماني سليمان القانوني ضمن قرى ولاية الشرقية، وفي تاريخ 1228هـ/1813م الذي عدّ قرى مصر بعد المسح الذي قام به محمد علي باشا باسم «دبيج» ضمن قرى مديرية الدقهلية التي انتقلت تبعية القرية إليها، قبل أن تعود حديثًا إلى محافظة الشرقية.